# Champagné-Saint-Hilaire
Champagné-Saint-Hilaire là một xã, tọa lạc ở tỉnh Vienne trong vùng Nouvelle-Aquitaine, Pháp. Xã này có diện tích 46,36 kilômét vuông, dân số năm 2006 là 917 người. Xã nằm ở khu vực có độ cao từ 99–195 m trên mực nước biển.

## Biến động dân số
| Năm | 1962 | 1968 | 1975 | 1982 | 1990 | 1999 | 2006 |
| --- | ---- | ---- | ---- | ---- | ---- | ---- | ---- |
| Dân số | 1047 | 1161 | 980  | 879  | 855  | 821  | 917  |
| From the year 1962 on: No double counting—residents of multiple communes (e.g. students and military personnel) are counted only once. |      |      |      |      |      |      |      |